# Richacha Balengola
Richard Yende Abongy Balengola (né le 22 décembre 1964 à Mbandaka, une ville portuaire de la Province de l'Équateur en République démocratique du Congo, connu sous le nom de Richacha “Chacha” Balengola est un batteur de reggae, RnB, Hip Hop, soukous et musique du monde d’origine congolaise basé à Reims. Il vit en France depuis 1987.

## Biographie
Il a commencé sa carrière comme batteur dans un orchestre appelé Ndoki Machine. Le bassiste de l’orchestre, Johon Pepito Tshimanga, a rejoint Ndoki Machine à son retour à Kinshasa car il habitait en France pour y étudier ; c’était un jeune que Papa Wemba connaissait car ils habitaient le même quartier. Le style de musique que faisait Ndoki Machine et la façon de jouer à la guitare basse de Johon Pepito Tshimanga était différent des styles de guitares basses jouées dans le style rumba. La musique de Ndoki Machine était similaire à la musique faite par l’orchestre Bobongo Stars, qui était aussi basé à Kinshasa. Le célèbre bassiste congolais Shakara Mutela faisait partie des fondateurs de cet orchestre.
En 1980, Richacha rejoint les frères Fataki dans l’orchestre Touche Pas, où ils ont enregistré des titres comme Mondeke, Keyoke, etc. Un chanteur connu au Congo du nom de Jose Fataki Ndoko était un des leaders du groupe.
En 1982 la plupart des musiciens et chanteurs avait quitté l’orchestre Viva La Musica de Papa Wemba pour créer l’orchestre Victoria Eleison. Les chanteurs qui avaient quitté Viva La Musica étaient les suivants : King Kester Emeneya, Pepe Bipoli, Joly Mubiala, Debaba et Petit Prince. Les guitaristes : Huit Kilos Nseka Bimwela, Tofla Kitoko et le bassiste Tembaki Lutete Pinos. Le batteur Patcho Star faisait aussi partie de ceux qui avaient quitté. Après ces départs de chez Papa Wemba, Johon Pepito Tshimanga avait rejoint Viva La Musica. Ayant besoin d’un batteur pour remplacer Patcho Star, Papa Wemba demanda à Johon Pepito Tshimanga s’il pouvait venir avec le batteur de Ndoki Machine afin qu’il rejoigne aussi l’orchestre Viva La Musica. Papa Wemba préférait un batteur qui faisait un style différent des styles rumba et soukous car il voulait qu'il y ait du nouveau dans son style. Le batteur en question était Richacha. Il était reconnu comme batteur professionnel en 1980 quand il avait intégré l'orchestre Touche Pas. Il avait 16 ans.
Malgré le fait que Richacha soit d’origine congolaise, il n’avait pas beaucoup joué dans le style soukous et rumba jusqu’à ce qu’il rejoigne l’orchestre Touche Pas.
Le dernier enregistrement de Richacha dans Viva La Musica fut en 1996. Il a joué avec plusieurs grands artistes et orchestres de la musique du monde et du reggae comme les Hooligans, Pierpoljak, Tonton David, Princess Erika, les Nèg' Marrons, Ijahman Levi, Bisso Na Bisso, Secteur Ä, The Wailers, Alpha Blondy, Barrington Levy, R.M.I. (Reggae Music International), Queen Ifrica, Tony Rebel, etc.
Richacha a eu comme mentor le batteur Mando, qui fut batteur de Rochereau Tabu Ley. Mais il a plus était inspiré par le batteur Carlton Barrett de Bob Marley and the Wailers. Raison pour laquelle dans certains enregistrements de Viva la Musica de la fin des années 80 et débuts des années 90, on sentait des sons reggae dans la caisse claire de Richacha. Il n’a pas enregistré des chansons au studio avec l’orchestre Afrisa de Rochereau mais il a fait quelques concerts vers les années 79 avec Afrisa. Le jour où la chanteuse Mbilia Bel a fait sa première sortie avec Afrisa, c’est Richacha qui était à la batterie. Il faisait aussi partie des musiciens de Viva La Musica qui étaient acteurs dans le film La vie est belle où  Papa Wemba était l’acteur principal. Il y a joué comme cireur de chaussures, et comme guitariste durant les répétitions de Papa Wemba. Ce film était sorti en 1987.
Avec plus de 40 ans de carrières  comme batteur professionnel, Richacha est beaucoup sollicité pour des séances en studio et des prestations scéniques en Europe. La créativité, la versatilité et la rapidité sont ces trois qualités majeures comme batteur. Ensemble avec Junior MacLier (ancien bassiste de Jimmy Cliff), ils ont créé un orchestre d’accompagnement au nom de Reggae Music International (R.M.I.). Ils ont accompagné plusieurs grands artistes de Reggae durant plusieurs années. En tant qu’instructeur, interprète et batteur expérimenté, Richacha donne des leçons de batterie aux débutants et montre certaines techniques à certains batteurs expérimentés.

## Enregistrements en tant que batteur
1. Max Romeo - Nom de l'album à determiner (2022)
2. Romeo K (2021)
3. Tu shung peng - Dub of light [1](2020)
4. Isiah Shaka - Roots Reggae Revelation [2] (2019)
5. Isiah Shaka - Jah Vit [3] (2019)
6. Kali Kamga - Ready for Love [4] (2019)
7. Natty Jean - On m'a dit [5] (2018)
8. Kasö - De Paris à Maurice [6] (2017)
9. Wach'da - Jeux de vérité Jeux de vérité [7] (2017)
10. Désiré François - Millionnaire (2017)
11. Sebah - Unir nos forces (2016)
12. Typical Féfé - Reggae (2016)
13. Tu Shung Peng - Wise Stories from Vineyard Town (2015)
14. Lil Kante - Dewi (2014)
15. Scars - Plus aucun doute (2014)
16. Tiwony - Roots rebel (2014)
17. Princess Erika - Sur la route du reggae [8] (2014)
18. Kananga - No more (2014)
19. Hosny and Good Morning Babylones - Every people (2014)
20. Brax - Levez Les Mains [9] (Single 2014)
21. Kasö - Cool [10] (2014 single)
22. Jean-Michel Rotin -  (album 2013)
23. Ras Daniel & Tu Shung Peng - Ray of Light (2012)
24. Lusdy - (album 2012)
25. Tita Nzebi - Métiani (2011)
26. Jah Sidy Boy – Les Droits De La Femme (2011)
27. Elsa Martine Quartet - I Gen Wèy (2011)
28. Charles E. Brown - Ressource Humaine (2010)
29. Blenda - Operationnel (2009)
30. Takana Zion - Rappel à l'Ordre (2009)
31. Bisso Na Bisso - Africa (2009)
32. Kayans Reggae - Revelation Time (2009)
33. Touré Kunda - Santhiaba (2008)
34. Alpha Blondy - Jah Victory (2007)
35. Hosny and Good Morning Babylones - Rasta Rebel (2007)
36. Princess Erika - A l'épreuve du temps (2006)
37. I-Trinity-I - Ca R'Commence (2005)
38. Saël - Ma vision (2005)
39. Touré Kunda – Nité Humanisme (2005)
40. Tim Ray Brown - Tradition
41. Touré Kunda – Le Joola, Liaison Ziguinchor-Dakar (2003)
42. Karl Zero et les Wailers de Bob Marley - Hi-Fi Calypso (2003)
43. Hosny and Good Morning Babylones - Unité universelle (2002)
44. Plusieurs Artists - African Chill (2002)
45. Jacky & Ben. de Nèg' Marrons - Le Bilan (2000)
46. Bisso na Bisso - 15 mai 1999 (1999 [live CD])
47. Bisso na Bisso - Racines (1999)
48. Djamatik - Roots Connections (1999)
49. Les Wailers  de Bob Marley - Live in Jamaica (1999 [live CD])
50. Metal Sound - DJ au top (1998)
51. Secteur A - Secteur A à l'Olympia (1998 [live CD])
52. Hosny - Radical fighters (1997)
53. Pacha et Viva La Musica - Voyage ya poto (1996)
54. Gloria Tukadio et Viva La Musica - History no change (1996)
55. Jose Fataki et La Nouvelle Génération [11] (1996)
56. Papy Ipepi et Viva La Musica (1994)
57. Stino Mubi et Viva La Musica - Romeo et Juliette (1993)
58. Reddy Amisi et Viva La Musica - L’injustice (1993)
59. Espérant Kisangani et Viva La Musica - Paris Match (1993)
60. Malo Kélé Et Les Matouloulous – Le Rythmes De La Brousse [12] (1993)
61. Soukous Stars - Fifie (1991)
62. Lidjo Kwempa et Viva La Musica - Examen [13] (1991)
63. Modogo GFF et Viva La Musica - Statue de la liberté (1991)
64. Papa Wemba et Viva La Musica - Biloko ya moto (Addida Kiesse) [14] (1990)
65. Comme à l’école avec Bipoli, Spraya, Luciana and Lidjo Kwempa (1989)
66. Orchestre Rumba Ray (1986)
67. Lidjo Kwempa and Viva La Musica - Lipanda (1986)
68. Papa Wemba et Viva La Musica - Beau gosse ya Paris [15] (1986)
69. Papa Wemba et Viva La Musica - Ma Bijoux [16] (1985)
70. Papa Wemba et Viva La Musica - Rendre à César [17] (1985)
71. Maray-Maray et Rumba Ray - Musulman [18] (1984)
72. Papa Wemba et Viva La Musica - Eliana [19] (1984)
73. Maray-Maray et Viva La Musica - Nana Efiye [20] (1984)
74. Lidjo Kwempa et Viva La Musica - Libonza (1983)
75. Lidjo Kwempa et Viva La Musica - Ceci cela [21] (1983)
76. Luciana Demingongoet Viva La Musica - Ozia [22] (1983)
77. Reddy Amisi et Viva La Musica - Petite Gina [23] (1983)
78. Lidjo Kwempa et Viva La Musica - Mujingile (1982)
79. Les frères Fataki et Touche pas - Mondeke [24] (1980)

## Quelques concerts live en tant que batteur
1. En tournée avec Max Romeo en Europe (2022)
2. En tournée avec Linval Thompson en France [25] (2019)
3. En tournée avec Anthony B en France  [26] (2019)
4. En tournée avec Abdou Day en Europe (2019)
5. En tournée avec Cedric "Congos" Myton en Belgique (2019)
6. En tournée avec Queen Ifrica et Tony Rebel en Europe (2015)
7. En tournée avec Barrington Levy en Europe (2011 à 2014)
8. En tournée avec Pierpoljak et Vin Gordon en France (2013)
9. En tournée avec Winston McAnuff en France (2010)
10. En tournée avec Les Wailers  de Bob Marley en Amérique, Europe et Australie pendant approximativement dix ans
11. En tournée avec Alpha Blondy en Amérique et en Europe pendant trois ans (2003 à 2006)
12. Accompagné  plusieurs grands artistes de Reggae avec son groupe R.M.I (Reggae Music International) en Europe
13. En tournée avec Ijahman Levi en Europe en 2002
14. Bisso na bisso (1998 to 1999)
15. Princess Erika
16. En tournée avec Les Neg Marrons en Europe [27] (1998 à 1999)
17. En tournée avec le groupe Hooligans Reggae en Europe et en Jamaïque
18. En tournée avec Papa Wemba en Afrique, Europe et au Japon [28] (1982 to 1993)
19. Rochereau Tabu Ley & Afrisa (1979)